# Карл III Простоватый
Карл III Простова́тый (лат. Carolus III Simplex, нем. Karl III. der Einfältige, фр. Charles III le Simple; 17 сентября 879 — 7 октября 929) — правитель Западно-Франкского королевства в 898—922 годах из династии Каролингов.

## Биография

### Ранние годы

Каролингская Европа в 898 году

Карл III Простоватый — младший сын Людовика II Заики и Аделаиды Парижской. Он родился через пять месяцев после смерти своего отца.
В обстановке постоянной норманнской угрозы малолетний наследник, не имевший сильных покровителей, не смог утвердиться на троне своего отца. Знать Западно-Франкского королевства призвала на царство императора Карла III Толстого, в надежде получить защиту от постоянных вторжений норманнских банд. Надежды эти не оправдались, но на судьбе Карла Простоватого, который был очень юн, это никак не сказалось, так как королём 29 февраля 888 года был провозглашён граф Парижский Эд. В 889 году Карл Простоватый находился под покровительством графа Пуатье Рамнульфа II.
Позже он появляется у Фулька, архиепископа Реймса, который и стал его самым деятельным сторонником и который его короновал в Реймсе, в базилике Сен-Реми 28 января 893 года. В последовавшей за этим борьбе с Эдом, партия последнего получила перевес. В 894 году Карл был вынужден укрыться во владениях правителя Восточно-Франкского королевства Арнульфа Каринтийского, который тогда же в Вормсе признал права Карла на престол королевства западных франков. При поддержке Арнульфа, давшего распоряжения епископам и графам долины Мааса поддерживать притязания Карла, последний собрал войско и вторгся в Нейстрию, заняв 26 сентября 894 года Аттиньи.
Однако при приближении армии Эда вспомогательное войско восточных франков оставило Карла и тому пришлось бежать во владения Ричарда герцога Бургундии, который отнёсся к беглецам довольно равнодушно и скорее терпел их присутствие в своих землях, чем оказывал им поддержку. В 895 году Арнульф призвал Карла и Эда в Вормс, дабы вынести решение по поводу их вражды и по возможности прекратить её. И если Эд откликнулся на это предложение и явился в Вормс, то Карл от поездки уклонился и в силу этого утратил поддержку Арнульфа, ставшего на сторону Эда. Однако тогда же Арнульф короновал своего незаконного сына Цвентибольда короной Лотарингии и тот, несмотря на выраженную в Вормсе позицию своего отца, подтвердившего права Эда на престол западных франков, увлечённый обещаниями сторонников Карла вознаградить его землями во Франкии, во главе большой армии и вместе с самим Карлом вторгся во владения Эда и осадил Лан.
Во время осады между Карлом и Цвентибольдом возник разлад и многие магнаты, поддерживавшие Карла, покинули его и перешли под знамёна Цвентибольда. Архиепископ реймсский Фульк, деятельно поддерживавший Карла, писавший ради его дела папе и многим знатным людям королевства, но видевший, что перспективы военного решения спора о короне туманны, в одном из писем папе выдвинул идею раздела королевства, с тем, чтобы Карл получил в нём свою часть, признав Эда королём. Об условиях этого соглашения завязались переговоры.
В условиях безуспешной осады Лана и постоянных подозрений в отношении Карла, сообщавшегося с Эдом, приближение армии последнего вынудило Цвентибольда вернуться в Лотарингию. Согласно проекту соглашения, предложенному Эдом, Карлу предоставлялись только те территории, которые принадлежали его сторонникам в Вермандуа и Артуа, причём часть из них, захваченную магнатами Цвентибольда, ещё предстояло отвоевать. Соглашение было сорвано и в дальнейшем партия Карла, постоянно теряя сторонников, уменьшилась настолько, что ему пришлось с немногими людьми бежать в 896 году к Цвентибольду в Лотарингию.

### На королевском престоле

Посткаролингская Европа в 915 году

В 897 году состоялось соглашение Карла с Эдом, по которому последний уступал Карлу Лан, а взамен Карл был вынужден отречься от короны и признал Эда королём. В конце этого года заболевший Эд просил всех признать Карла королём и быть ему верными. После последовавшей 1 января 898 года смерти бездетного Эда, Карл, согласно его завещанию, взошёл в 898 году на престол королевства западных франков (при этом брат Эда Роберт получил титул герцога франков).
В 911 году Карл III завладел Лотарингией.
В 911 году король Карл III Простоватый, не имея сил для борьбы с норманнами, заключил Сен-Клер-сюр-Эптский договор с Роллоном. По нему монарх передавал вождю викингов в лен побережье в районе Сены с центром в Руане (современная Верхняя Нормандия), Бретань, Кан, Эр. Согласно преданиям, Карл выдал свою дочь Гизелу за нормандского герцога, но поставил в качестве условия обращение того в христианство. Это условие было соблюдено. Сен-Клер-сюр-Эптский договор заложил основы Нормандского герцогства, которое стало наследственным владением Роллона и его потомков. Новый вассал короля при крещении получил имя Роберта. Обычай того времени требовал, чтобы вассал, присягая королю, целовал ему ноги. Говорят, что гордый Роллон, вместо того чтобы припасть к ногам Карла, схватил его ступню и поднёс к своим устам, и, якобы, Карл Простоватый при этом упал на спину.
Карл III обладал властью только на своих территориях, а именно между городами Лан, Нуайон, Суасон и Реймс, где он владел несколькими аббатствами. Подчинявшаяся ему армия была немногочисленной.
В 922 году Карл поссорился с герцогом франков Робертом — братом Эда, завещавшего ему корону. Причиной ссоры стал монастырь, отобранный Карлом у Роберта. Против короля поднялся мятеж феодальной знати при участии Герберта II Вермандуаского. В 922 году Роберт был провозглашён королём, но в следующем году он погиб в сражении против Карла. Однако тому не удалось сохранить власть. С 923 года Карл находился в заключении Герберта II в Шато-Тьерри. Сын Роберта Гуго от короны отказался, и после пленения Карла королём был избран Рауль Бургундский. В 927 году Карл был освобождён, но в 928 году снова потерял свободу и был заключён в замок Перонн, где и умер 7 октября 929 года.
Карл был человеком неглупым и не лишённым энергии, но желание получить всё наследие Карла Великого мешало ему думать об упрочении власти.

### Семья
- с 16 апреля 907 года — Фредеруна (Frederuna; 887 — 10 февраля 916 или 917), дочь графа Дитриха и сестра Матильды, жены восточно-франкского короля Генриха I. Согласно «Генеалогии графа Арнульфа» (лат. Genealogica Arnulfi Comitis), в браке с ней у Карла родилось 6 дочерей, имена которых перечислены в следующем порядке[3][К 1]:
  - Ирментруда (Hyrmintrudim); по версии Эдуарда Главички[нем.] была женой пфальцграфа Лотарингии, Готфрида, и умерла 26 марта после 949 года[3][К 2].
  - Фредеруна (Frederunam).
  - Аделаида (Adelheidim).
  - Гизела (Gislam); по сообщению Гильома Жюмьежского и сведениям из нормандских хроник, была выдана замуж в 912 году за первого герцога Нормандии, Роллона, и умерла бездетной, предположительно вскоре после замужества. Описание Гизелы в «Хронике» Дудо Сен-Кантенского как элегантной женщины высокого роста противоречит её предполагаемому возрасту[К 3]. Историк Кристиан Сеттипани объясняет это противоречие путаницей с браком дочери короля Лотарингии Лотаря II, также носившей имя Гизела, с нормандским вождём Годфридом[3], а Пьер Бодуэн[фр.] предполагает Гизелу внебрачной дочерью Карла III[5].
  - Ротруда (Rotrudim).
  - Хильдегарда (Hildegardim).
- с 7 октября 919 года — Огива Уэссекская (Edgifa; 902 — после 955), дочь английского короля Эдуарда Старшего. Огива была до 951 года аббатисой Нотр-Дам в Лаоне, после чего она вышла замуж за графа Мо Герберта Старого де Вермандуа.
  - Людовик IV Заморский (Louis dit d’Outremer; 920/921 — 954), король западных франков с 936 года[6].
- Кроме законных детей, Карл имел внебрачных детей, в том числе:
  - Арнульф (Arnulf)
  - Дрого (Drogon)
  - Рорико (Roricon; умер 20 декабря 976), епископ Лана, погребён в церкви Св. Винсента в Лаоне
  - Альпаиса (Alpaïs)

## Комментарии
1. ↑  Точные даты рождения неизвестны.
2. ↑  Согласно «Liber Memorialis» из Ремирмона жену Готфрида звали Ирментруда[4].
3. ↑  Если Гизела родилась в указанном браке, к 912 году ей было меньше пяти лет.